# Paul Kilderry
Paul Kilderry (n. 11 de abril de 1973 en Perth, Australia) es un exjugador de tenis australiano. El diestro de 1.75 metros se especializó en dobles, modalidad en la que alcanzó el puesto Nº67 del mundo y logró 3 títulos en 5 finales. Recaudó $551,195 dólares en premios en su carrera.

## Títulos (3; 0+3)

### Dobles (3)
| Leyenda                |
| Grand Slam (0)         |
| Tennis Masters Cup (0) |
| ATP Masters Series (0) |
| ATP Tour (3)           |

| N.º | Fecha | Torneo      | Superficie    | Pareja           | Oponentes en la final               | Resultado   |
| --- | ----- | ----------- | ------------- | ---------------- | ----------------------------------- | ----------- |
| 1.  | 1996  | Rosmalen    | Césped        | Pavel Vízner     | Anders Järryd Daniel Nestor         | 7-5 6-3     |
| 2.  | 1997  | Ámsterdam   | Tierra batida | Nicolás Lapentti | Andrew Kratzmann Libor Pimek        | 3-6 7-5 7-6 |
| 3.  | 2000  | Los Ángeles | Dura          | Sandon Stolle    | Jan-Michael Gambill Scott Humphries | retirada    |